# Perekallea, Zaricine
Perekallea (în ucraineană Перекалля) este localitatea de reședință a comunei Perekallea din raionul Zaricine, regiunea Rivne, Ucraina.

## Demografie
Componența lingvistică a localității Perekallea
     Ucraineană (99,45%)
     Alte limbi (0,55%)
Conform recensământului din 2001, majoritatea populației localității Perekallea era vorbitoare de ucraineană (99,45%), existând în minoritate și vorbitori de alte limbi.